# 武林高手
武林高手是中國传统武侠文化中的主要角色，大多數的武俠作品都會有武林高手，他們通常具有高強功夫，在江湖上地位顯赫，他們可以是正派角色、亦可為反派角色。
在《射鵰英雄傳》中，武林高手有「天下五絕之稱」有北丐洪七公、南帝段智興、西毒歐陽鋒、東邪黃藥師和中神通王重陽。